# Ахсадан-баба
Ахсадан-баба (азерб. Axsadan baba türbəsi) — мавзолей XIV века, расположенный в городе Барда, в Азербайджане.
Считается, что мавзолей был построен Ахмедом, сыном Эйюба. Мавзолей ранее принадлежал к группе цилиндрических «башенных» мавзолеев. Ныне от сооружения сохранился лишь полуподземный склеп. Также отмечается, что мавзолей привлекает внимание чертами, выделяющими его среди памятников нахичеванской школы. Организация внутреннего пространства в виде шестиконечного креста более нигде не встречается. Отмечают аскетическую строгость интерьеров контрастирующих с мозаичным убранством сводов и распалубок перекрытия.